# Mięsień dźwigacz kąta ust

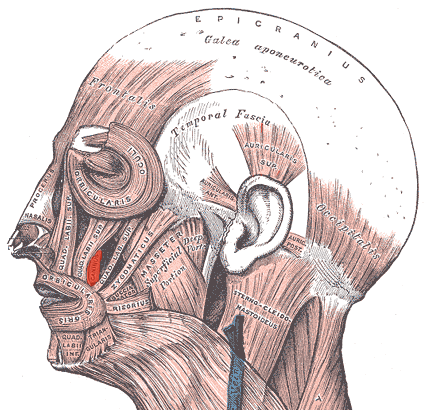
Mięsień dźwigacz kąta ust oznaczony na czerwono.

Mięsień dźwigacz kąta ust, mięsień psi (łac. musculus levator anguli oris, musculus caninus) – w anatomii człowieka jeden z mięśni wyrazowych, należący do grupy mięśni otoczenia szpary ust. W swej początkowej części leży pod mięśniem dźwigaczem wargi górnej. Zaczyna się w dole nadkłowym pod otworem podoczodołowym. Włókna tego mięśnia biegną ku dołowi nad kłem i po wejściu do węzła mięśniowego kończą się w okolicy kąta ust. Jego włókna splatają się z mięśniem obniżaczem kąta ust i okrężnym ust. Unerwiony jest przez gałęzie policzkowe nerwu twarzowego.
Unosi kąt ust do góry i nieco przyśrodkowo.